# 小笠原権之丞
小笠原 権之丞（おがさわら ごんのじょう、1589年（天正17年）? - 1615年6月3日（慶長20年5月7日））は、安土桃山時代から江戸時代初期の武将。徳川家康の落胤として著名。母は三条氏。本来ならば六男の松平忠輝の兄にあたるともいう。洗礼名はディエゴ。妻は近藤秀用の娘。息子は早世し、娘2人は間宮信勝と中川飛騨守（年代から中川忠幸と思われる）に嫁いだ。

## 経歴
1674年に成立した『御降誕考』によれば、権之丞の生まれの事情は不明としながらも、家康の正室であった朝日姫の侍女「大さい」「小さい」のうち「大さい」に、家康手がつき身籠ったが、朝日姫の兄である豊臣秀吉を憚った家康は、懐妊した大さいを家康家臣の小笠原広重 の次男の小笠原越中守正吉（広朝） の妻とした、とされている。1617年にイエズス会士が著した『日本諸王国殉教記』においても、家康の落胤とする記述がある。
権之丞は正吉の子として育てられ、長じて幡豆小笠原氏を継ぎ6千石を領したとされている。しかしキリスト教に傾倒し、イエズス会が駿府に設立した修道院の庇護者となったため、慶長17年（1612年）に岡本大八事件に連座し、『徳川実紀』によれば改易となり、棄教したために死罪を許され放逐とされた、とされる。
大坂の陣に際して豊臣方として参戦し、徳川家に敵対したとされる。夏の陣の天王寺の戦いにおいて、同じキリシタンである明石全登の麾下として出陣し戦死したとされる。どこで戦死したかは諸説あるが、一説によると越前北ノ庄藩主で家康孫の松平忠直隊と戦ったとされるが、忠直の麾下にはこれも著名な家康の落胤（とされる）松平民部がいたはずである。戦後、妻は九鬼嘉隆の子の九鬼長兵衛と再婚した。
権之丞の母・大さいの位牌は西尾市東幡豆町の妙善寺に祀られている。

## 小説
- 火坂雅志『家康と権之丞』(朝日新聞社、2003年)

## 参考
- 小川雄 著 『徳川海上権力論』 講談社選書メチエ 2024
- 『寛政重修諸家譜 巻第191』